# Roberto Gaggioli
Roberto Gaggioli (Vinci, 10 settembre 1962) è un dirigente sportivo, ex ciclista su strada e ciclocrossista italiano.
Professionista dal 1984 al 2005, ha vinto la Coppa Bernocchi nel 1986.

## Carriera
Figlio del ciclista professionista Luciano Gaggioli, ha iniziato con il ciclocross, conquistando il titolo italiano e la maglia azzurra nelle categorie giovanili. Su strada ha vinto la Coppa Bernocchi poco tempo dopo il suo esordio da professionista, con la Ecoflam. Nel 1987 è passato alla Pepsi Cola e ha centrato 18 vittorie stagionali, divenendo l'italiano con più successi in una stagione sportiva. Negli anni successivi ha vinto la terza tappa del Giro del Trentino 1988, una della Settimana Bergamasca 1993, oltre ad altri piazzamenti. Decide poi di correre principalmente all'estero, affermandosi con 200 vittorie in varie parti del mondo, dagli Stati Uniti fino alla Nuova Zelanda, passando per il Sud America e l'Asia.

## Palmarès
- 1982 (Dilettanti)

Coppa Lanciotto Ballerini
Firenze-Viareggio
- 1983 (Dilettanti)

Gran Premio Città di Empoli
- 1986

Coppa Bernocchi
- 1987

Classifica generale Fitchburg Longsjo Classic
11ª tappa Coors Classic
2ª tappa Vuelta a Mendoza
6ª tappa Vuelta a Mendoza
11ª tappa Vuelta a Mendoza
- 1988

1ª tappa Cyclkebration Cincinnati
3ª tappa Cyclkebration Cincinnati
Classifica generale Cyclkebration Cincinnati
5ª tappa Coors Light Intern
Classifica generale Coors Light Intern
3ª tappa Giro del Trentino
USPro Championship
- 1989

2ª tappa Bud Light Omnium
10ª tappa Bud Light Omnium
Classifica generale Bud Light Omnium
4ª tappa Coors Light Intern
- 1990

Classifica generale International Cycling Classic
- 1991

2ª tappa Cascade Classic
6ª tappa Tour of New Zealand
- 1992

Classifica generale International Cycling Classic
1ª tappa Miller Superweek
4ª tappa Tour of Michigan
5ª tappa Tour of Michigan
3ª tappa Vuelta a Colombia
12ª tappa Vuelta a Colombia
- 1993

2ª tappa Fitchburg Longsjo Classic
15ª tappa Fresca Classic
1ª tappa Fresca Classic
11ª tappa Fresca Classic
1ª tappa Mazda Tour
Classifica generale Mazda Tour
Tour de Gastown
3ª tappa Tour of Michigan
6ª tappa Tour of Michigan
8ª tappa Tour of Michigan
1ª tappa Settimana Ciclistica Lombarda
New Jersey National Bank Classic
- 1994

3ª tappa Redlands Bicycle Classic
- 1995

1ª tappa Fresca Classic
6ª tappa Fresca Classic
1ª tappa Herald Sun Tour
10ª tappa Herald Sun Tour
1ª tappa McLane Pacific Classic
3ª tappa Stage Race Norman
5ª tappa Tour de Toona
1ª tappa Valley of the Sun Stage Race
3ª tappa Valley of the Sun Stage Race
Classifica Generale Valley of the Sun Stage Race
First Union Grand Prix
- 1996

2ª tappa Augusta Three Days
13ª tappa Fresca Classic
1ª tappa Georgian Bay State Race
1ª tappa, 1ª semitappa Herald Sun Tour
3ª tappa Stage Race Norman
6ª tappa Tour of Ohio
9ª tappa Tour of Ohio
13ª tappa Tour of Ohio
Classifica Generale Tour of Ohio
5ª tappa Tour of Willamette
6ª tappa Tour of Willamette
Yuma North End Classic
2ª tappa McLane Pacific Classic
- 1997

16ª tappa Fresca Classic
6ª tappa Tour of Ohio
8ª tappa Tour of Ohio
11ª tappa Tour of Ohio
- 1998

12ª tappa Tour of Ohio
3ª tappa Tour de Langkawi
- 1999

2ª tappa Hotter 'N Hell Hundred
- 2000

3ª tappa Madera County Stage Race
4ª tappa Madera County Stage Race
- 2001

3ª tappa Tour of Croatia

## Piazzamenti

### Grandi Giri
- Giro d'Italia

1986: 127º

### Classiche monumento
- Milano-Sanremo

1987: 31º